# Yvann Titi
Yvann Titi (Straatsburg, 5 mei 2006) is een Frans voetballer van Angolese afkomst die in het seizoen 2024/25 door Troyes AC wordt uitgeleend aan Lommel SK.

## Clubcarrière
Titi genoot zijn jeugdopleiding bij US Créteil-Lusitanos, AS Choisy-le-Roi, US Torcy en Troyes AC. In het seizoen 2023/24 maakte Titi zijn opwachting bij het beloftenelftal van Troyes in de Championnat National 3. Op 16 december 2023 maakte hij zijn officiële debuut voor het eerste elftal van de club: op de achttiende competitiespeeldag liet de debuterende trainer David Guion hem een volledige wedstrijd meespelen tegen Angers SCO (1-4-nederlaag).
In juli 2024 ondertekende Titi zijn eerste profcontract bij Troyes, dat hem tot 2027 aan de club bond. Tezelfdertijd leende Troyes hem voor een seizoen uit aan Lommel SK, de zusterclub van Troyes in de Challenger Pro League.

## Clubstatistieken
| Seizoen         | Club            | Land               | Competitie             | Competitie | Competitie | Beker | Beker | Supercup | Supercup | Europees | Europees | Totaal | Totaal |
| Seizoen         | Club            | Land               | Competitie             | Wed.       | Dlp.       | Wed.  | Dlp.  | Wed.     | Dlp.     | Wed.     | Dlp.     | Wed.   | Dlp.   |
| --------------- | --------------- | ------------------ | ---------------------- | ---------- | ---------- | ----- | ----- | -------- | -------- | -------- | -------- | ------ | ------ |
| 2023/24         | Troyes AC B     | Vlag van Frankrijk | Championnat National 3 | 13         | 1          | —     | —     | —        | —        | —        | —        | 13     | 1      |
| 2023/24         | Troyes AC       | Vlag van Frankrijk | Ligue 2                | 1          | 0          | 0     | 0     | —        | —        | —        | —        | 1      | 0      |
| 2024/25         | → Lommel SK     | Vlag van België    | Eerste klasse B        | 18         | 0          | 0     | 0     | —        | —        | —        | —        | 18     | 0      |
| Carrière totaal | Carrière totaal | Carrière totaal    | Carrière totaal        | 32         | 1          | 0     | 0     | 0        | 0        | 0        | 0        | 32     | 1      |

Bijgewerkt op 24 februari 2025.

## Interlandcarrière
Titi nam in 2023 met Frankrijk –17 deel aan het EK onder 17 in Hongarije. In de groepsfase kwam Titi enkel in actie tegen Duitsland (1-3-nederlaag). Na de groepsfase liet bondscoach Jean-Luc Vannuchi hem wel starten in de kwartfinale tegen Engeland (0-1-zege), de halve finale tegen Spanje (1-3-zege) en de finale tegen Duitsland (verlies na strafschoppen).
Als EK-finalist plaatste Frankrijk zich voor het WK onder 17 in Indonesië. Ook voor dit toernooi werd Titi geselecteerd. Ook op dit toernooi verloor Frankrijk de finale tegen Duitsland na strafschoppen. Titi kwam op het WK in elke wedstrijd in actie, behalve in de derde groepswedstrijd tegen de Verenigde Staten (0-3-winst).